# عين عائشة
عين عائشة قرية مغربية بالوسط الشمالي للمملكة بجبال الريف. تقع عين عائشة على الطريق بين تيسة، مهد الخيول وتاونات. تنتمي لإقليم تاونات وتضم 22.575 نسمة (حسب إحصاء 2004).